# Complejo de dihidrógeno

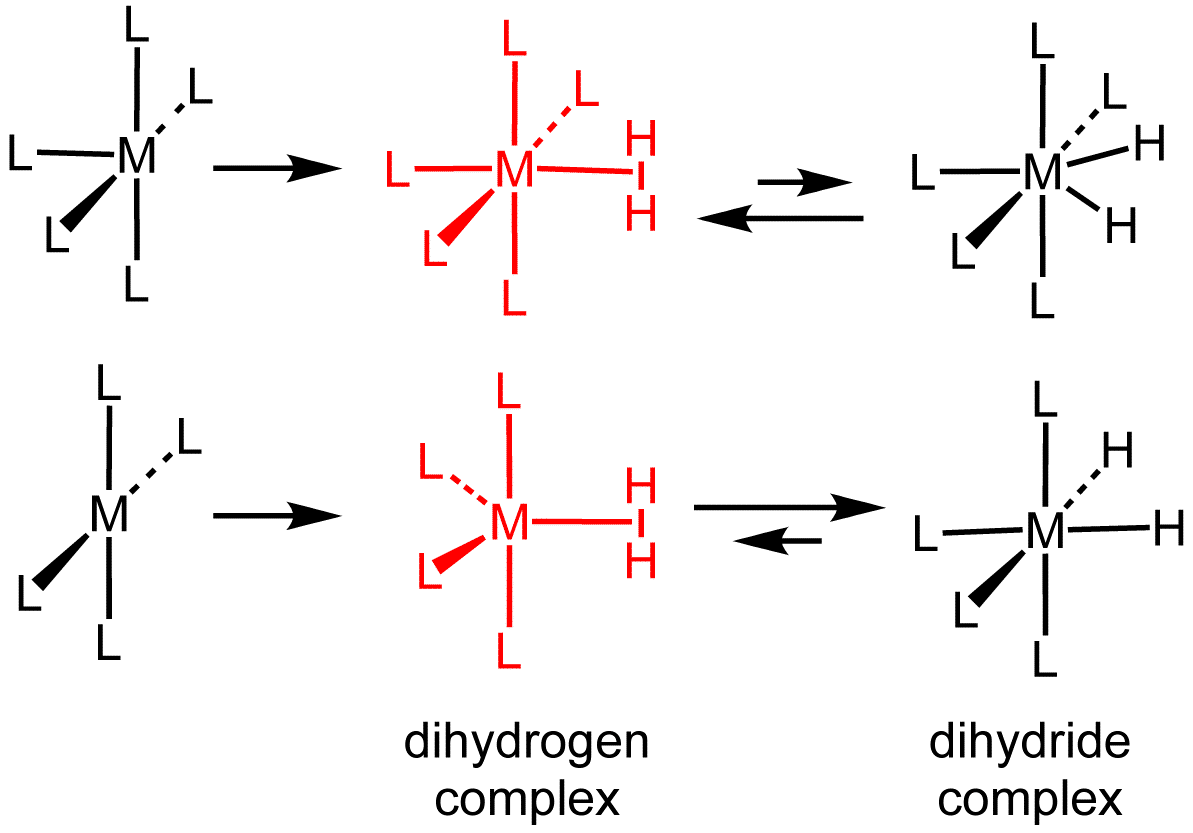
Formación y estructuras en equilibrio de los complejos metálicos de dihidrógeno y dihidruro (L = ligando).

Los complejos de dihidrógeno son complejos de coordinación que contienen H2 intacto como ligando. El complejo prototípico es W(CO)3(P(Cy)3)2(H2). Esta clase de compuestos representan intermediarios en las reacciones catalizadas por metales que involucran hidrógeno. Se ha reportado cientos de complejos de dihidrógeno. La mayoría de ejemplo son complejos de metales de transición con geometría molecular octaédrica.
Con la complejación, el enlace H-H se extiende a 0.81-0.82 Å, como se indica por difracción de neutrones, una extensión de aproximadamente 10% en relación con el enlace H-H en el H2 libre. Algunos complejos contienen ligandos de hidrógeno libres, polihidruros, que también exhiben contactos H-H. Se ha sugerido que las distancias < 1.00 Å indican un carácter significativo de dihidrógeno, mientras que las separaciones > 1.00 Å son descritas mejor como complejos de dihidruro (ver figura).

## Caracterización
El método preferido para la caracterización de los complejos de dihidrógeno es la difracción de neutrones. Los neutrones interactúan fuertemente con los átomos de hidrógeno, lo que permite inferir su ubicación en un cristal. En algunos casos, los ligandos de hidrógeon se pueden caracterizar por cristalografía de rayos X, pero frecuentemente la presencia de metales, que dispersan fuertemente a los rayos X, complican el análisis. Las técnicas de RMN también son ampliamente usadas. La magnitud del acoplamiento spin-spin es un indicador útil de la fuerza del enlace entre el hidrógeno y el deuterio en complejos de HD.

## Síntesis
Dos métodos de preparación involucran la reacción directa con gas H2. El primero implica la adición de H2 a un centro metálico insaturado, como se reportó originalmente para W(CO)3(P-i-Pr3)2(H2). En algunos casos, el H2 desplazará ligantes débilmente unidos, incluso halogenuros en casos favorables:
LnMX  +  H2 →  [LnM(H2)]+ + X-
Muchos hidruros metálicos pueden ser protonados para producir los complejos de dihidrógeno:
LnM-H  +  H+  →  [LnM(H2)]+
En tales casos, el ácido suele ser derivado de un anión débilmente coordinante.

## Historia
En 1984, Kubas et al. descubrieron que la adición de H2 a especies de color púrpura M(CO)3(PR3)2 producía un precipitado amarillo de mer-trans- M(CO)3(PR3)2(H2) (M = Mo o W; R = ciclohexilo, isopropilo). Esto condujo rápidamente al descubrimiento de una variedad de complejos relacionados, como el Cr(H2)(CO)5 y el [Fe(H2)(H)(dppe)2]+. Los hallazgos de Kubas et al. condujeron a una revaluación de compuestos previamente descritos. Por ejemplo, el complejo "RuH4(PPh3)3", descrito en 1968, fue reformulado como un complejo de dihidrógeno.

## Lecturas complementarias
1. Burdett, J. K.; O. Eisenstein, S. A. Jackson (6 de diciembre de 1991). «Transition Metal Didydrogen Complexes: Theoretical Studies».  En A. Dedieu (ed.), ed. Transition Metal Hydrides. Wiley-VCH. pp. 149-184. ISBN 0471187682.
2. Burdett, Jeremy K.; John R. Phillips, Mohammad R. Pourian, Martyn Poliakoff, James J. Turner, Rita Upmacis (1987). «Electronic stability of metal-dihydrogen and polyhydrogen complexes». Inorganic Chemistry 26 (18): 3054-3063. doi:10.1021/ic00265a026. Consultado el 2 de mayo de 2009.
3. Lyons, David; Geoffrey Wilkinson, Mark Thornton-Pett, Michael B. Hursthouse (1984). «Synthesis, X-ray crystal structure, and reactions of dihydridopentakis(trimethylphosphine)molybdenum(II): crystal structure of the carbon dioxide insertion product, (formato-O,O')hydridotetrakis(trimethylphosphine)molybdenum(II)». Journal of the Chemical Society, Dalton Transactions (4): 695-700. Consultado el 2 de mayo de 2009.
4. Kubas, G. J.; R. R. Ryan (1986). «Activation of H2 and SO2 by Mo and W complexes: first examples of molecular-H2 complexes, SO2 insertion into metal-hydride bonds, and homogeneous hydrogenation of SO2». Polyhedron 5 (1-2): 473-485. doi:10.1016/S0277-5387(00)84951-7. Consultado el 2 de mayo de 2009.
5. Crabtree, Robert H.; Maryellen Lavin (1985). «[IrH2(H2)2L2]+{L = P(C6H11)3}: A non-classical polyhydride complex». Journal of the Chemical Society, Chemical Communications (23): 1661-1662. Consultado el 2 de mayo de 2009.

- Datos: Q5276433